# カンダハー

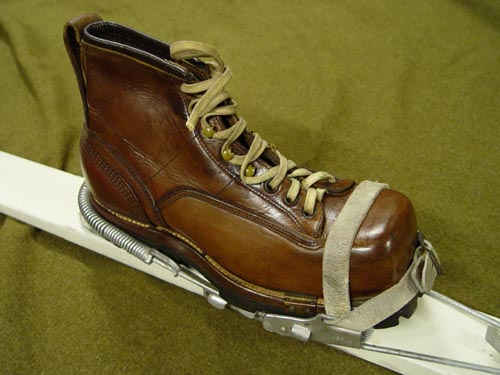
カンダハーで固定したブーツ

カンダハー（Kandahar）は、かつて使用されていた、スキー靴をスキー板に取り付けるための器具。ビンディングのひとつ。日本へのスキー導入初期にはビンディングとは呼ばず、カンダハー（カンダハ）と呼ばれていた。
ケーブルビンディングの導入によりシュテムターンが滑降における標準となり、それをさらにサポートするために1929年、Guido Reugeがブーツのかかとの下にスチール製の留め金を備えたケーブルビンディングを発明した。これにより滑降の際にスキー板にかかとを留めつけることができるようになった。この製品は、国際的なスキーレースのカンダハール（カンダハー）カップにちなんで「カンダハー」と名付けられた。
アルペン競技で使用される中で、カンダハービンディングは深刻な脚の怪我を引き起こし、転倒時にブーツを解放するビンディングの実験がその後本格的に始まった。